# Aloe philippei
Aloe philippei ist eine Pflanzenart der Gattung der Aloen in der Unterfamilie der Affodillgewächse (Asphodeloideae). Das Artepitheton philippei ehrt Jean-Philippe Castillon, den Sohn des Erstbeschreibers.

## Beschreibung

### Vegetative Merkmale
Aloe philippei wächst kurz stammbildend, verzweigt und bildet kleine Klumpen. Die Stämme erreichen eine Länge von 5 bis 25 Zentimeter. Die linealisch-lanzettlichen, aufrecht-ausgebreiteten Laubblätter bilden  Rosetten. Ihre grüne Blattspreite ist 20 bis 30 Zentimeter lang und 2 bis 5 Zentimeter breit. Die gerundete Spitze ist gezahnt. Die Zähne am roten oder grünen, knorpeligen Blattrand sind 2 Millimeter lang und stehen 5 bis 10 Millimeter voneinander entfernt.

### Blütenstände und Blüten
Der Blütenstand weist ein bis zwei Zweige auf und erreicht eine Länge von 40 Zentimeter. Die lockeren, zylindrisch zugespitzten Trauben sind 12 Zentimeter lang und 7 Zentimeter breit. Die Brakteen weisen eine Länge von 3 Millimeter auf und sind 1,5 Millimeter breit. Die zylindrisch-dreieckigen, scharlachroten Blüten stehen an 12 Millimeter langen Blütenstielen. Die Blüten sind 25 Millimeter lang. Auf Höhe des Fruchtknotens weisen die Blüten einen Durchmesser von 6 Millimeter auf. Darüber sind sie zur Mündung auf 4 Millimeter verengt. Ihre äußeren Perigonblätter sind auf einer Länge von 16 Millimetern nicht miteinander verwachsen. Die Staubblätter und der Griffel ragen kaum aus der Blüte heraus.

## Systematik und Verbreitung
Aloe philippei ist auf Madagaskar in der Provinz Toliara auf Kalkfelsen am Ufer des  Fiheranana in einer Höhe von 400 Metern verbreitet.
Die Erstbeschreibung durch Jean-Bernard Castillon wurde 2005 veröffentlicht. Die Art ist möglicherweise eine natürliche Hybride zwischen Aloe acutissima var. fiherenensis und Aloe viguieri (Aloe × philippei).

## Nachweise